# AOLserver
AOLserver es el servidor web de código abierto de America Online. AOLserver tiene procesamiento 
multihilo, tiene soporte para Tcl, y se usa para sitios web dinámicos de gran tamaño.
AOLserver se distribuye bajo la licencia AOLserver Public License, que es similar a la de Mozilla (Mozilla Public License).

## Historia
AOLserver se desarrolló originalmente por NaviSoft con el nombre "NaviServer", pero este cambió cuando AOL compró la compañía en 1995.  Philip Greenspun convenció a America Online para que liberalizase el código del programa en 1999. 
AOLserver fue el primer servidor HTTP en combinar el procesamiento multihilo, con un lenguaje interpretado de serie, y el procesamiento de colas de conexiones persistentes (en inglés: Connection Pool) a base de datos. Para los sitios web con bases de datos, esto permitía mejorar el rendimiento hasta cien veces más que la práctica habitual basada en CGI, que abrían una nueva conexión a la base de datos en cada petición de página. Ya hay hoy en día otros servidores HTTP que consiguen un rendimiento similar con una arquitectura implementada por AOL, pero AOLserver estaba varios años por delante de la competencia.
Una preocupación por la seguridad, hizo que se quitaran algunas características susceptibles de ser explotadas, como por ejemplo páginas web de administración, se cita también como una característica.
AOLserver es una de las piezas claves de OpenACS (Open Architecture Community System) que es un avanzado conjunto de herramientas web de código abierto para desarrollar aplicaciones web.
NaviServer (también alojado en SourceForge) es un fork de AOLserver....